# لانترن کوئین
لانترن کوئین (به انگلیسی: Lantern Queen) یک کشتی است که طول آن ۶۰ فوت (۱۸ متر) می‌باشد. این کشتی در سال ۱۹۸۳ ساخته شد.